# Llista de diputats al Parlament Europeu en representació d'Itàlia (I Legislatura)

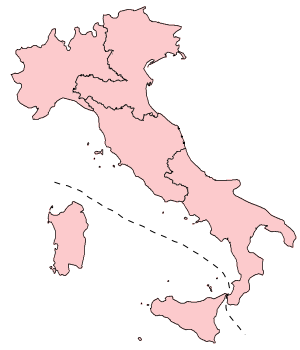
Els cinc districtes electorals per a les eleccions europees.

Llista dels 81 diputats al Parlament Europeu en representació d'Itàlia durant la I Legislatura, del període comprès entre el 1979 i el 1984.

## Llista
| Nom i cognom                       | Partit Nacional                       | Grup europeu |
| ---------------------------------- | ------------------------------------- | ------------ |
| Pietro Adonnino                    | Democràcia Cristiana (Itàlia)         | EPP          |
| Dario Antoniozzi                   | Democràcia Cristiana (Itàlia)         | EPP          |
| Giovanni Barbagli                  | Democràcia Cristiana (Itàlia)         | EPP          |
| Paolo Barbi                        | Democràcia Cristiana (Itàlia)         | EPP          |
| Giovanni Bersani                   | Democràcia Cristiana (Itàlia)         | EPP          |
| Maria Luisa Cassanmagnago Cerretti | Democràcia Cristiana (Itàlia)         | EPP          |
| Arnaldo Colleselli                 | Democràcia Cristiana (Itàlia)         | EPP          |
| Emilio Colombo                     | Democràcia Cristiana (Itàlia)         | EPP          |
| Roberto Costanzo                   | Democràcia Cristiana (Itàlia)         | EPP          |
| Alfredo Diana                      | Democràcia Cristiana (Itàlia)         | EPP          |
| Renzo Eligio Filippi               | Democràcia Cristiana (Itàlia)         | EPP          |
| Paola Gaiotti de Biase             | Democràcia Cristiana (Itàlia)         | EPP          |
| Alberto Ghergo                     | Democràcia Cristiana (Itàlia)         | EPP          |
| Giovanni Giavazzi                  | Democràcia Cristiana (Itàlia)         | EPP          |
| Vincenzo Giummarra                 | Democràcia Cristiana (Itàlia)         | EPP          |
| Guido Gonella                      | Democràcia Cristiana (Itàlia)         | EPP          |
| Silvio Lega                        | Democràcia Cristiana (Itàlia)         | EPP          |
| Giosuè Ligios                      | Democràcia Cristiana (Itàlia)         | EPP          |
| Salvatore Lima                     | Democràcia Cristiana (Itàlia)         | EPP          |
| Luigi Macario                      | Democràcia Cristiana (Itàlia)         | EPP          |
| Angelo Narducci                    | Democràcia Cristiana (Itàlia)         | EPP          |
| Mario Pedini                       | Democràcia Cristiana (Itàlia)         | EPP          |
| Flaminio Piccoli                   | Democràcia Cristiana (Itàlia)         | EPP          |
| Mariano Rumor                      | Democràcia Cristiana (Itàlia)         | EPP          |
| Mario Sassano                      | Democràcia Cristiana (Itàlia)         | EPP          |
| Giovanni Travaglini                | Democràcia Cristiana (Itàlia)         | EPP          |
| Benigno Zaccagnini                 | Democràcia Cristiana (Itàlia)         | EPP          |
| Ortensio Zecchino                  | Democràcia Cristiana (Itàlia)         | EPP          |
|                                    | Democràcia Cristiana (Itàlia)         | EPP          |
| Joachim Dalsass                    | Partit Popular del Tirol del Sud      | EPP          |
| Giorgio Amendola                   | Partit Comunista Italià               | COM          |
| Carla Barbarella                   | Partit Comunista Italià               | COM          |
| Enrico Berlinguer                  | Partit Comunista Italià               | COM          |
| Aldo Bonaccini                     | Partit Comunista Italià               | COM          |
| Umberto Cardia                     | Partit Comunista Italià               | COM          |
| Angelo Carossino                   | Partit Comunista Italià               | COM          |
| Domenico Ceravolo                  | Partit Comunista Italià               | COM          |
| Maria Lisa Cinciari Rodano         | Partit Comunista Italià               | COM          |
| Francescopaolo D'Angelosante       | Partit Comunista Italià               | COM          |
| Pancrazio De Pasquale              | Partit Comunista Italià               | COM          |
| Guido Fanti                        | Partit Comunista Italià               | COM          |
| Bruno Ferrero                      | Partit Comunista Italià               | COM          |
| Carlo Alberto Galluzzi             | Partit Comunista Italià               | COM          |
| Anselmo Gouthier                   | Partit Comunista Italià               | COM          |
| Leonilde Iotti                     | Partit Comunista Italià               | COM          |
| Silvio Leonardi                    | Partit Comunista Italià               | COM          |
| Giancarlo Pajetta                  | Partit Comunista Italià               | COM          |
| Giovanni Papapietro                | Partit Comunista Italià               | COM          |
| Sergio Camillo Segre               | Partit Comunista Italià               | COM          |
| Maria Fabrizia Baduel Glorioso     | Partit Comunista Italià (Independent) | COM          |
| Tullia Carettoni Romagnoli         | Partit Comunista Italià (Independent) | COM          |
| Felice Ippolito                    | Partit Comunista Italià (Independent) | COM          |
| Altiero Spinelli                   | Partit Comunista Italià (Independent) | COM          |
| Vera Squarcialupi                  | Partit Comunista Italià (Independent) | COM          |
| Gaetano Arfe'                      | Partit Socialista Italià              | SOC          |
| Bettino Craxi                      | Partit Socialista Italià              | SOC          |
| Mario Dido'                        | Partit Socialista Italià              | SOC          |
| Vincenzo Gatto                     | Partit Socialista Italià              | SOC          |
| Pietro Lezzi                       | Partit Socialista Italià              | SOC          |
| Jiri Pelikan                       | Partit Socialista Italià              | SOC          |
| Carlo Ripa di Meana                | Partit Socialista Italià              | SOC          |
| Giorgio Ruffolo                    | Partit Socialista Italià              | SOC          |
| Mario Zagari                       | Partit Socialista Italià              | SOC          |
|                                    | Partit Socialista Italià              | SOC          |
| Antonio Cariglia                   | Partit Socialista Democràtic Italià   | SOC          |
| Mauro Ferri                        | Partit Socialista Democràtic Italià   | SOC          |
| Flavio Orlandi                     | Partit Socialista Democràtic Italià   | SOC          |
| Ruggero Puletti                    | Partit Socialista Democràtic Italià   | SOC          |
| Vincenzo Bettiza                   | Partit Liberal Italià                 | LDR          |
| Domenico Cecovini                  | Partit Liberal Italià                 | LDR          |
| Sergio Pininfarina                 | Partit Liberal Italià                 | LDR          |
| Susanna Agnelli                    | Partit Republicà Italià               | LDR          |
| Bruno Visentini                    | Partit Republicà Italià               | LDR          |
| Emma Bonino                        | Radicals Italians                     | TGI          |
| Marco Pannella                     | Radicals Italians                     | TGI          |
| Leonardo Sciascia                  | Radicals Italians                     | TGI          |
| Mario Capanna                      | Democràcia Proletària                 | TGI          |
| Luciana Castellina                 | Partit d'Unitat Proletària            | TGI          |
| Giorgio Almirante                  | Moviment Social Italià                | NI           |
| Antonino Buttafuoco                | Moviment Social Italià                | NI           |
| Francesco Petronio                 | Moviment Social Italià                | NI           |
| Pino Romualdi                      | Moviment Social Italià                | NI           |